# Ryszard I Nieustraszony
Ryszard I (ur. 28 sierpnia 933/4 w Fécamp, zm. 20 listopada 996) – książę Normandii w latach 942-996, najstarszy syn księcia Wilhelma i Sproty bretońskiej. Uważany jest za pierwszego władcę Normandii noszącego tytuł książęcy (inni historycy twierdzą jednak, że tytuł księcia przybrał dopiero jego syn).
Ojciec został zamordowany kiedy Ryszard był jeszcze dzieckiem. Sytuację tę starał się wykorzystać jego senior, król zachodniofrankijski Ludwik IV Zamorski, który wkroczył z wojskami do Normandii. Ryszard został umieszczony pod ścisłym nadzorem w zamku Laon, z którego jednak udało mu się zbiec. W ucieczce dopomogli mu Osmund de Centeville, Bernard de Senlis (pamiętał on jeszcze czasy dziadka Ryszarda, Rolfa), Ivo de Bellèsme i Bernard Duńczyk (protoplasta rodów Harcourt i Beaumont).
Ryszard zerwał z przyjazną Karolingom polityką swojego ojca i dziada. On sam sprzymierzył się z największym wrogiem Ludwika IV i jego następcy (Ludwik zmarł w 954 r.), Lotara, mianowicie z księciem Francji i hrabią Paryża, Hugonem Wielkim. Sojusz ten umocniło małżeństwo Ryszarda z córką Hugona, Emmą. Ślub nastąpił w 960 r. Emma zmarła sześć lat później.
Sojusz z hrabią Hugonem dopomógł Ryszardowi w odbiciu Rouen i oswobodzeniu Normandii, co nastąpiło w 947 r. Sprzymierzył się on również z drugą falą normańskich osadników, która przybyła do Normandii mniej więcej w tym okresie. Ta druga fala osadnictwa, która się z księciem sprzymierzyła, a nie mu podporządkowała, zachowała swoją odrębność kulturową i językową od reszty mieszkańców Normandii. Nowi osadnicy pozostali przy swoich starych zwyczajach i języku, podczas gdy kolejne już pokolenie potomków pierwszych wikingów zdążyło się już w znacznym stopniu zasymilować z miejscową ludnością. Ten podział będzie przyczyną licznych niepokojów w księstwie Normandii.
Sam Ryszard posługiwał się zarówno językiem francuskim jak i normańskim. Wykształcenie odebrał w Bayeux. Za jego panowania nastąpiła jednak prawie całkowita galicyzacja i chrystianizacja Normandii. Wprowadzono system feudalny, co spowodowało rozwarstwienie się normańskiej społeczności. Książę otaczał się tylko ludźmi szlachetnie urodzonymi. Za jego też czasów Normanowie ze statków przesiedli się na konie, stając się wkrótce jedną z najlepszych kawalerii Europy. Mimo to, jeszcze pod koniec X w., francuski kronikarz Ryszard z Reims pogardliwie nazywał Ryszarda I „księciem piratów” (dux pyratorum).
Po śmierci Hugona Wielkiego w 956 r. Ryszard został opiekunem jego najstarszego syna, Hugona i walnie przyczynił się do tego, że jego podopieczny został w 987 r. królem Francji. Ryszard toczył również spór z królem Anglii Ethelredem II, gdyż Normandia pośredniczyła w handlu zrabowanymi w Anglii przez wikingów kosztownościami. Zmarł w wieku ok. 65 lat z przyczyn naturalnych.

## Potomstwo
Ze swoją pierwszą żoną, Emmą, nie miał dzieci. Jego drugą żoną była jedna z jego poddanych, Gunnor (według prawa duńskiego), miał z nią ośmioro dzieci. Ryszard miał również wiele innych kochanek i z nimi miał prawdopodobnie troje innych dzieci. Potomstwo Ryszarda I:
- Ryszard II Dobry (23 sierpnia 963 - 28 sierpnia 1027), książę Normandii
- Robert d’Évreux (zm. 16 marca 1037), hrabia Évreux i arcybiskup Rouen
- Godfryd (zm. po 1023), hrabia Eu, hrabia Brionne, miał syna, Gilberta
- Hawisa (ok. 978 - 21 lutego 1034), żona Godfryda I, księcia Bretanii
- Beatrycze, żona Eblesa I de Turenne
- Emma (ok. 985 - 6 marca 1052), żona Ethelreda II, króla Anglii, następnie żona Kanuta II, króla Anglii, Danii i Norwegii
- Franenda, żona Tankreda de Hauteville, księcia Apulii
- Matylda, żona Odona II, hrabiego Blois
- Wilhelm, hrabia Eu
- nieznana z imienia córka
- Moriella, żona Tankreda de Hauteville, księcia Apulii